# دیوید گوگنهایم
دیوید گوگنهایم (به انگلیسی: David Guggenheim) نام یک فیلمنامه‌نویس، تهیه‌کننده و رمان‌نویس آمریکایی که برای نوشتن فیلمنامه فیلم: خانه امن (فیلم ۲۰۱۲) و دزدیده‌شده (فیلم ۲۰۱۲) شناخته می‌شود. و همچنین وی عامل ایجاد و نوشتن برای سریال تلویزیونی بازمانده برگزیده (۲۰۱۶) می‌باشد.